# Lambda Cygni
Lambda Cygni (54 Cygni) é uma estrela na direção da constelação de Cygnus. Possui uma ascensão reta de 20h 47m 24.53s e uma declinação de +36° 29′ 26.7″. Sua magnitude aparente é igual a 4.53. Considerando sua distância de 879 anos-luz em relação à Terra, sua magnitude absoluta é igual a −2.62. Pertence à classe espectral B6IV. É uma estrela Be.